# Рекітіш (Бакеу)
Рекітіш (рум. Răchitiș) — село у повіті Бакеу в Румунії. Входить до складу комуни Гімеш-Феджет.
Село розташоване на відстані 247 км на північ від Бухареста, 69 км на захід від Бакеу, 131 км на південний захід від Ясс, 116 км на північ від Брашова.

## Населення
За даними перепису населення 2002 року у селі проживали 311 осіб, усі — румуни. Усі жителі села рідною мовою назвали румунську.